# Уэлч, Боб
Роберт Лоуренс «Боб» Уэлч мл. (англ. Robert Lawrence "Bob" Welch Jr.; 31 августа 1945 — 7 июня 2012) — американский музыкант. в 1970-е участник англо-американской рок-группы Fleetwood Mac. Позже был участником ряда других проектов. В конце 1970 создал несколько крайне успешных сольных синглов, таких как «Hot Love, Cold World», «Ebony Eyes», «Precious Love» и «Sentimental Lady».

## Биография

### Ранняя жизнь и первые проекты
Боб Уэлч родился 31 августа 1945 года в Лос-Анджелесе (штат Калифорния, США). Его отец Роберт Уэлч (23.11.1910 — 3.07.1964) был кинопродюсером и сценаристом, который работал в «Paramount Pictures» в 1940-х и 1950-х годах. Мать Боба, Темпелтон Фокс, была певицей и актрисой, которая работала в театре Орсона Уэллса в Чикаго (штат Иллинойс), и появлялась на телевидении и в кино с 1962 по 1979 год. В детстве Уэлч учился игре на кларнете. Однако в возрасте восьми лет, получив в подарок от отца свою первую гитару, начал обучаться игре на ней. Молодой Уэлч проявлял интерес к джазу, ритм-энд-блюзу и року.
После окончания средней школы 17-летний Уэлч уехал в Париж, якобы для поступления в Парижский университет. На самом же деле, как признался позже музыкант, он целый год жил у бородатых хиппи на несколько лет старше его, у которых курил гашиш и употреблял алкоголь. Затем он всё же вернулся в Южную Калифорнию, где поступил в Калифорнийский университет и учил французский язык. Отчисленный из университета за неуспеваемость в 1964 году 19-летний Боб Уэлч становится гитаристом неизвестной рок-группы Seven Souls, заменяя предыдущего участника Рея Тускена, который позже стал вице-президентом лейбла A&R for Capitol Records.
В первоначальном составе группы помимо Уэлча были вокалист Кот Хадсон, саксофонист и певец Генри Мур, барабанщик Рон Эдич и басист Билли Диез (позже участники фанк-группы «Rufus» с Чакой Хан на вокале.) В 1965 группа проиграла конкурс за контракт с лейблом Epic Records фанк-рокерам из Sly & the Family Stone. В 1967 году группа выпустила несколько песен: «I’m No Stranger / I Still Love You», которые были очень популярны среди студентов Калифорнии. Тем не менее группа распалась в 1969 году. В конце 1969 года 24-летний Боб Уэлч перебирается в Париж, где становится участником джаз-банды «Head West». Данный проект, по словам самого музыканта, был провальным, и ему пришлось волочить нищенское существование в Париже с 1969 по 1971 гг., после пребывания в Париже Боб подружился с будущим корреспондентом CBS Эдом Брэдли (22.06.1941 — 9.11.2006).

### Fleetwood Mac
Летом 1971 года Уэлч после нескольких прослушиваний был приглашён присоединиться к Fleetwood Mac — английский блюз—группе, которую из-за героиновой зависимости покинули двое из трех основных участников — Питер Грин и Джереми Спенсер. В сентябре 1971 года группа выпустила первый альбом с участием Боба Уэлча «Future Games», с названием песни, написанной им же. Этот альбом радикально отличается от всех, что группа сделала до того момента. Благодаря альбому группа приобрела множество новых поклонников в США. В марте 1972 года был выпущен альбом «Bare Trees», куда вошла песня «Sentimental Lady», написанная Уэлчем, однако хитом она стала только через пять лет. Группа начала проводить турне по странам и городам, которые совершать было всё труднее из-за сильной алкогольной зависимости гитариста-вокалиста и автора песен Денни Кируэна.
По словам Уэлча, Денни оставляли в группе только из-за уважения к его музыкальной деятельности и к нему самому как музыканту. Тем не менее в августе 1972 года во время американского турне вышедший на сцену в сильном опьянении Кирван начал ссориться с Уэлчем, а затем отказался играть, сорвав таким образом концерт. Сразу после этого инцидента Кирван покинул группу и подверг её огромной критике со своей стороны.
После ухода Денни Уэлч де-факто стал фронтменом группы и её лидером. Следующие три года группа существовала с трудом, однако выпустила три альбома. Их альбом «Penguin», выпущенный в январе 1973, занял 49 место в чарте 200 лучших по всей Америке. В июле 1973 года вышел альбом «Mystery to Me», который стал одним из самых узнаваемых по всему США, его все время исполняли по радио. Вскоре после этого группе пришлось отменить гастроли по США из-за усиления алкогольных проблем Джона Макви. В это же время менеджер группы, не желая отменять турне по США, решил набрать новых участников, предложил распасться старому составу. Когда Уэлч и остальные отказались, менеджер объявил группу вне закона и добился от суда временного запрета на их деятельность.
После этого музыканты выгнали менеджера и решили вместо смены лейбла управлять группой самостоятельно. К началу 1974 года Боб Уэлч стал основной фигурой группы, совмещая партию гитары с вокалом и написанием текстов. В сентябре 1974 года группа записала альбом «Heroes Are Hard to Find» на Reprise, занявший 34 место в списке 200 лучших альбомов США. Группа с Уэлчем совершила тур по США, после чего в начале декабря 1974 года музыкант покинул её состав. В интервью в ноябре 1999 года Боб Уэлч заявил, что причиной его ухода стало чувство отчуждённости от остальных участников Fleetwood Mac.

### «Paris»
В начале 1975 года Боб Уэлч создал хард-рок-трио «Paris» с экс-участником Jethro Tull Гленном Корником на бас-гитаре, экс-участником гараж-группы «Nazz» Томом Манни на ударных и собой на гитаре и вокале. Группа выпустила альбом «Paris», после чего её состав покинул барабанщик Том. На его замену пришёл Курт Саллес, с которым группа выпустила второй альбом под названием «Big Towne 2061». Затем группу покинул Гленн Корник, и на недолгое оставшееся время его заменил брат Курта Саллеса Энтони. Летом 1977 группа распалась.

### Сольная карьера
В сентябре 1977 года 32-летний Боб Уэлч начал сольную карьеру, выпустив свой первый альбом «French Kiss». Его продюсерами стали Мик Флитвуд и Кристина Макви (жена Джона Макви). Однако альбом получил не очень большую популярность. В его составе была обновленная версия сингла 1972 года «Sentimental Lady», а также две новые песни — «Hot Love Cold World» и «Eyes Ebony». Статус золотого альбому был присвоен лишь в феврале 1979 года. В 1979 Уэлч был приглашён на программу «Hollywood Heartbeat» в качестве главного героя. В 1980-х Уэлч выпустил альбомы «The Other One», «Man Overboard», «Bob Welch» и «Eye Contact». Однако его популярность постепенно падала, в связи с чем Уэлч начал употреблять героин.
В 1986 году, избавившись от проблем с наркотиками, он сосредоточился на написании песен для других. В начале 1990-х Боб Уэлч переехал в Финикс (штат Аризона), где собрал недолгую группу под названием «Avenue M», которая поддержала его на выступлении, а также помогла записать одну песню. Затем Уэлч переехал в Нэшвилл (штат Теннесси). В 1998 году Боб Уэлч не был внесён в Зал славы рок-н-ролла вместе с другими участниками Fleetwood Mac. В 1999 году Уэлч записал несколько джаз-песен на основе альбома «Bob Welch».
В 2003 году Уэлч записал альбом ремейков песен, которые он ещё в 1970-е записывал с Fleetwood Mac, а также несколько сольных хитов. В 2006 году Боб Уэлч выпустил сборник из шести новых композиций и такого же количества ремейков 1970-х. В 2008 году Боб Уэлч принял участие в «BobWelch Magic», где в течение 30 минут исполнил около десяти песен на акустической гитаре.

## Смерть
7 июня 2012 года в 12:15 дня по местному времени 66-летний Боб Уэлч застрелился в грудь из охотничьего ружья у себя дома в Нэшвилле. Его тело обнаружила жена. По её словам, последнее время у музыканта были проблемы с позвоночником после совершённой в марте того года операции, и он находился в депрессии, считая себя обузой для семьи. Была оставлена предсмертная записка, содержание которой не разглашается.

## Дискография

### Альбомы

#### Head West
| Date | Album     | US | UK | Additional information |
| ---- | --------- | -- | -- | ---------------------- |
| 1970 | Head West |    | -  | -                      |

#### Fleetwood Mac
| Release Date       | Album                   | US | UK | Additional information                                |
| ------------------ | ----------------------- | -- | -- | ----------------------------------------------------- |
| September 3, 1971  | Future Games            | 91 | -  | Debut album with Fleetwood Mac                        |
| March 1972         | Bare Trees              | 70 | -  | Features the original recording of «Sentimental Lady» |
| March 1973         | Penguin                 | 49 | -  | -                                                     |
| October 15, 1973   | Mystery to Me           | 68 | -  | Features «Hypnotized», written by Welch               |
| September 13, 1974 | Heroes Are Hard to Find | 34 | -  | Welch quit Fleetwood Mac after this album             |
| November 24, 1992  | 25 Years – The Chain    | 34 | -  | Compilation                                           |

#### Paris
| Release date | Album           | US  | UK | Additional information |
| ------------ | --------------- | --- | -- | ---------------------- |
| January 1976 | Paris           | 103 | -  | -                      |
| August 1976  | Big Towne, 2061 | 152 | -  | -                      |

#### Сольные
| Release date       | Album                                      | US   | UK | Additional information |
| ------------------ | ------------------------------------------ | ---- | -- | ---------------------- |
| November 1977      | French Kiss                                | #12  | -  | Platinum               |
| February 1979      | Three Hearts                               | #20  | -  | Gold                   |
| November 1979      | The Other One                              | #105 | -  | -                      |
| September 1980     | Man Overboard                              | #162 | -  | -                      |
| October 1981       | Bob Welch                                  | #201 | -  | -                      |
| June 1983          | Eye Contact                                | -    | -  | -                      |
| December 1991      | The Best of Bob Welch                      | -    | -  | -                      |
| 1994               | Greatest Hits                              | -    | -  | -                      |
| September 10, 1999 | Bob Welch Looks at Bop                     | -    | -  | -                      |
| July 8, 2003       | His Fleetwood Mac Years & Beyond           | -    | -  | -                      |
| August 10, 2004    | Live at The Roxy                           | -    | -  | -                      |
| March 28, 2006     | His Fleetwood Mac Years and Beyond, Vol. 2 | -    | -  | -                      |

### Сольные синглы
- «Big Towne, 2061» / «Blue Robin» (1976)
- «Ebony Eyes» / «Outskirts» (1977)
- «Sentimental Lady» / «Hot Love, Cold World» (#8, 1977)
- «Ebony Eyes» / «Dancin' Eyes» (#14, 1978)
- «Hot Love, Cold World» / «Danchiva» (#31, 1978)
- «I Saw Her Standing There» / «Church» (1979)
- «Precious Love» / «Something Strong» (#19, 1979)
- «Church» / «Here Comes The Night» (#73, 1979)
- «Church» / «Don’t Wait Too Long»
- «Three Hearts» / «Oh Jenny» (1979)
- «Rebel Rouser» / «Spanish Dancers» (1979)
- «Don’t Let Me Fall» / «Oneonone» (1980)
- «Don’t Rush The Good Things» / «Reason» (1980)
- «Those Days Are Gone» / «The Girl Can’t Stop» (1980)
- «Two To Do» / «Imaginary Fool» (1981)
- «Sentimental Lady» / «Ebony Eyes» (1981)
- «Remember» / «You Can’t Do That» (1982)
- «'Fever» / «Can’t Hold Your Love Back» (1983)
- «Can’t Hold Your Love Back» / «S.O.S.» (1983)
- «I’ll Dance Alone» / «Stay» (1983)